# Erwin Fichtner
Erwin Fichtner (* 9. Dezember 1883 als Max Paul Reinhold Fichtner in Beuthen, Schlesien; tot aufgefunden am 15. Februar 1944 in Berlin) war ein deutscher Schauspieler.

## Leben und Wirken
Der geborene Max Fichtner kam zu Beginn der 1910er-Jahre zum Stummfilm, wo er zwischen 1912 und 1926 unter dem Namen Erwin Fichtner in zahlreichen, sehr unterschiedlichen Rollen auftrat. Er spielte in patriotischen Filmen, in Schicksals- und Gesellschaftsdramen, aber auch in Abenteuer- und Detektivstreifen aus Serien wie „Nick Carter“, „Sherlock Holmes“, „Phantomas“ oder „Rat Anheim“ mit. Fichtner verkörperte Adelige und Ärzte, Kammerherren und Chauffeure, Lehrer, Detektive und Kriminalbeamte.
Er arbeitete unter Regisseuren wie Emil Albes, Carl Boese, Joseph Delmont, Bruno Eichgrün, Franz Hofer, William Kahn, Max Mack, Rudolf Meinert, Walter Schmidthässler und Willy Zeyn.
Nach einer mehrjährigen Pause findet man ihn in einigen Tonfilmen der 1930er- und 1940er-Jahre wieder, wenngleich nur noch in kleineren Rollen. Sein letzter Auftritt dürfte der Monokel tragende Logengast in dem UFA-Farbspektakel Die Frau meiner Träume gewesen sein, das im August 1944 uraufgeführt wurde. Er beging im Februar 1944 Suizid.
Fichtner war von 1931 bis zu ihrem Tod 1943 mit Marie, geb. Kruppa, verheiratet.

## Filmografie
- 1912: Die Launen des Schicksals
- 1912: Zugrunde gerichtet
- 1912: Das Bild der Mutter
- 1913: Das Ehrenwort
- 1913: Sein letzter Wille
- 1913: Seine Karriere
- 1914: Das eiserne Kreuz
- 1914: Die Welt ohne Männer
- 1914: Sturmzeichen
- 1914: Goldene Herzen in eiserner Zeit
- 1914/15: Der Hund von Baskerville: Das einsame Haus
- 1914/15: Der Hund von Baskerville: Das unheimliche Zimmer
- 1915: Die Sage vom Hund von Baskerville
- 1915: Ein Erbe wird gesucht
- 1916: Die Marmorbüste
- 1916: Die Wäscher-Resl
- 1916: Familie Streusand
- 1916: Kismet
- 1916: Trudes Geheimnis
- 1917: Der Verräter
- 1917: Der Theaterprinz
- 1917: Der falsche Waldemar
- 1917: Der Günstling
- 1917: Die aus dem Jenseits kam (1. Teil von Erlebnisse des Dr. Palmerston)
- 1917: Die Botschaft des Jean Battista
- 1917: Die Glocke
- 1917: Die Nacht der Entscheidung
- 1917: Das Karnickel
- 1917: Farmer Borchardt
- 1917: Aretes Ferienreise, auch: Familie Gänseklein
- 1917: Wenn der Wolf kommt
- 1918: Das Glück im Rinnstein
- 1918: Das Tor zur Sühne
- 1918: Der Dornenweg
- 1918: Der Star der großen Oper
- 1918: Der tote Gast. Der Fall Rödern (Rat Anheim-Abenteuer)
- 1918: Die Liebe fand den rechten Weg
- 1918: Ein Blitzmädel
- 1918: Liebe und Leben, 1. Teil: Die Seele des Kindes
- 1918: Liebe und Leben, 2. Teil: Die Tochter des Senators
- 1918: Ich habe Dich geliebt bis in den Tod
- 1918: Herbstzauber
- 1918: Schatten der Nacht
- 1918: Wenn Gräber sich öffnen
- 1919: Der Klabautermann
- 1919: Seelenverkäufer
- 1919: Nocturno der Liebe
- 1919: Kitty
- 1919: Der Glücksschmied
- 1919: Der Liebe Leid und Sieg
- 1919: Die Erbschaft von New York (Nick Carter-Abenteuer)
- 1919: Gepeitscht
- 1919: Maria
- 1920: Der Vampyr von St. Louis, 1. Teil
- 1920: Der Vampyr von St. Louis, 2. Teil
- 1920: Fata Morgana
- 1920: Der Hund von Baskerville: Das Haus ohne Fenster[4]
- 1920: Der Hund von Baskerville: Dr. MacDonalds Sanatorium
- 1920: Der Leidensweg des Hainar Rönelund
- 1920: Professor Larousse (Phantomas-Abenteuer)
- 1920: Hofgunst und Neid
- 1920: Der Spitzel
- 1920: Schrei um Hilfe
- 1920: Der Komplice von Cincinnati (Nick Carter-Abenteuer)
- 1920: Der Geistertanz
- 1921: Der Wahn des Philipp Morris
- 1921: Der König von Golconda, 1. Teil: Der König von Golconda
- 1921: Der König von Golconda, 2. Teil: Der stürzende Berg
- 1921: Der König von Golconda, 3. Teil: Um ein Königreich
- 1921: Die Apotheke des Teufels (Nick Carter-Abenteuer)
- 1921: Das Gasthaus von Chicago (Nick Carter-Abenteuer)
- 1921: Das Mädchen aus dem Sumpf
- 1921: Memoiren eines Kammerdieners, 1. Teil: Martin der Findling
- 1921: Memoiren eines Kammerdieners, 2. Teil: Basquines Vergeltung
- 1921: Urne Nr. 13 (Phantomas-Abenteuer)
- 1922: Das Spiel mit dem Weibe[5]
- 1922: Die Perlen der Lady Harrison
- 1922: Der große Dieb
- 1924: Die Frau im Feuer
- 1926: Ich hatt’ einen Kameraden
- 1929: Die Nacht gehört uns
- 1933: Ein Unsichtbarer geht durch die Stadt
- 1934: Zu Straßburg auf der Schanz
- 1934: Wenn ich König wär’
- 1934: Die Reiter von Deutsch-Ostafrika
- 1934: Die Töchter ihrer Exzellenz
- 1941/43: Nacht ohne Abschied
- 1944: Der große Preis
- 1944: Die Frau meiner Träume